# Südamerikaspiele 2022/Tennis
Bei den Südamerikaspielen 2022 in Asunción wurden vom 10. bis 15. Oktober 2022 fünf Wettbewerbe im Tennis ausgetragen.

## Herren

### Einzel
| Platz | Land        | Spieler             |
| ----- | ----------- | ------------------- |
| 1     | Argentinien | Facundo Díaz Acosta |
| 2     | Brasilien   | Gustavo Heide       |
| 3     | Chile       | Alejandro Tabilo    |

### Doppel
| Platz | Land        | Spieler                          |
| ----- | ----------- | -------------------------------- |
| 1     | Brasilien   | Gustavo Heide Orlando Luz        |
| 2     | Bolivien    | Boris Arias Federico Zeballos    |
| 3     | Argentinien | Facundo Díaz Acosta Tomás Farjat |

## Damen

### Einzel
| Platz | Land      | Spielerin             |
| ----- | --------- | --------------------- |
| 1     | Kolumbien | María Herazo González |
| 2     | Paraguay  | Verónica Cepede Royg  |
| 3     | Kolumbien | Yuliana Lizarazo      |

### Doppel
| Platz | Land      | Spielerinnen                           |
| ----- | --------- | -------------------------------------- |
| 1     | Kolumbien | Yuliana Lizarazo María Herazo González |
| 2     | Brasilien | Ingrid Gamarra Martins Rebeca Pereira  |
| 3     | Chile     | Fernanda Labraña Daniela Seguel        |

## Mixed
| Platz | Land      | Spieler/-innen                             |
| ----- | --------- | ------------------------------------------ |
| 1     | Paraguay  | Verónica Cepede Royg Adolfo Daniel Vallejo |
| 2     | Bolivien  | Noelia Zeballos Federico Zeballos          |
| 3     | Brasilien | Ingrid Gamarra Martins Orlando Luz         |

## Medaillenspiegel
| Platz | Land        | Gold | Silber | Bronze | Gesamt |
| ----- | ----------- | ---- | ------ | ------ | ------ |
| 01    | Kolumbien   | 2    | —      | 1      | 3      |
| 02    | Brasilien   | 1    | 2      | 1      | 4      |
| 03    | Paraguay    | 1    | 1      | —      | 2      |
| 04    | Argentinien | 1    | —      | 1      | 2      |
| 05    | Bolivien    | —    | 2      | —      | 2      |
| 06    | Chile       | —    | —      | 2      | 2      |